# TV Fischbek
Der Turnverein Fischbek von 1921 e. V. ist ein Sportverein aus dem Süden Hamburgs. Die Handballabteilung ist mit über 400 Mitgliedern die größte und aktivste Sparte des Vereins. Sie holte in der Vergangenheit schon zahlreiche Meistertitel nach Fischbek. Aus dieser Abteilung sind in den letzten Jahren auch einige Bundesligaspieler hervorgegangen. Die zweitgrößte Sparte des TVF bilden die Tennisspieler, die am Vereinsheim am Ohrnsweg sechs Plätze betreiben. Ein weiteres Aushängeschild des Vereins waren die Volleyball-Frauen, die unter dem Namen VT Aurubis Hamburg (bis 2009 NA. Hamburg) bis 2016 in der Bundesliga spielten. Die Leichtathletikstartgemeinschaft mit der HNT, nahm bis 2015 unter dem Namen LG HNF an Wettkämpfen teil. Die LG HNF wurde zum 31. Dezember 2015 aufgelöst. In weiteren Abteilungen werden Aerobic, Badminton, Boxen, Basketball, Fitness und Funky Dance, Fitness-Studio, Freizeitsport, Gesundheitssport, Gymnastik, Leichtathletik, Schach, Tennis, Tischtennis, Turnen und Walking angeboten. Bekannt geworden ist der TV Fischbek in den 1970er Jahren, als er als bundesweit erster Sportverein einen Bewegungskindergarten gründete. Noch heute ist der TVF Träger von mehreren Kindergartengruppen.

## Handball

### Männer
2005 erreichten die Männer die höchste Hamburger Spielklasse mit einem routinierten Team. 2014 gelang der Aufstieg in die Oberliga Hamburg/Schleswig-Holstein. Nach dem Abstieg im Jahr 2015 gelang im Jahre 2016 der direkte Wiederaufstieg. Fischbek stieg 2017 erneut ab und spielte bis 2019 in der höchsten Hamburger Spielklasse. In der Saison 2018/19 gelang Fischbek die Hamburger Meisterschaft und somit erneut der direkte Aufstieg in die Oberliga Hamburg/Schleswig-Holstein unter dem ehemaligen Auswahlspieler Marius Kabuse. Aktuell spielt die Mannschaft wieder in der Hamburg-Liga.

#### Jugend
Fischbek hatte erfolgreiche Juniorenteams, die auch in der NOHV-Regionalliga spielten.

## Geschichte Frauen-Volleyball

### 1./2. Bundesliga
Die Hamburgerinnen spielten seit 1991 in der zweiten Bundesliga und stiegen 1997 zum ersten Mal in die erste Bundesliga auf. Nach zwei Abstiegen und direkten Wiederaufstiegen spielten sie seit 2001 dauerhaft im Oberhaus, bis 2003 als Phoenix Hamburg, von 2006 bis Februar 2009 als NA. Hamburg und danach bis 2016 als VT Aurubis Hamburg. Ihre beste Platzierung erreichten sie 2003 als Dritter. In der Saison 2006/07 belegten sie in der Endrunde um die Meisterschaft den fünften Platz. Ein Jahr später wurden sie Siebter und anschließend Sechster. 2012 und 2013 erreichte Hamburg jeweils das Viertelfinale der Play-offs, wo man gegen den USC Münster bzw. die Roten Raben Vilsbiburg ausschied. 2013/14 blieb man sieglos und wurde Tabellenletzter, 2014/15 belegte man Platz neun nach der Hauptrunde. Für die Saison 2016/17 wurde aus finanziellen Gründen kein Antrag auf eine Lizenz für die Bundesliga gestellt. Bis 2014 gab es eine zweite Frauen-Mannschaft, die in der 2. Bundesliga Nord spielte. Seit 2016 spielten die Frauen als Volleyball-Team Hamburg in der zweiten Bundesliga Nord. Zum 1. Juli 2018 ging die Bundesligalizenz zum Nachbarverein Hausbruch-Neugrabener Turnerschaft (HNT) über. Die Volleyballabteilung des TV Fischbek spielte bis zum 30. Juni 2019 mit der Hausbruch-Neugrabener Turnerschaft in der Spielgemeinschaft „Volleyball-Gemeinschaft Hausbruch-Neugraben-Fischbek“ (VG HNF).

### DVV-Pokal
2002 erreichten die Hamburgerinnen das Endspiel im DVV-Pokal und verloren mit 0:3 gegen den Dresdner SC. Zwei Jahre später standen sie erneut im Finale und mussten sich dem USC Münster erst im Tiebreak geschlagen geben. Gegen den gleichen Gegner schieden sie im Viertelfinale 2004/05 aus. In den folgenden drei Jahren trafen sie immer auf den VfB 91 Suhl. Nach zwei 2:3-Niederlagen im Viertelfinale 2005/06 und Achtelfinale 2006/07 gab es das Duell 2008 beim Finale im Gerry-Weber-Stadion. Mit einer 1:3-Niederlage verpasste NA. Hamburg erneut den ersten Titelgewinn. 2009 erreichte NA. Hamburg das Halbfinale, in dem man den Roten Raben Vilsbiburg unterlag.

### Europapokal
Bei der ersten Teilnahme auf europäischer Ebene erreichten die Hamburgerinnen beim Challenge Cup 2012/13 nach Siegen über Spodnja Savinjska Šempeter (Slowenien), ZOK Rijeka (Kroatien), Hapoel Kfar Saba (Israel) und CSM Bukarest (Rumänien) das Halbfinale, in dem man gegen Rebecchi Piacenza aus Italien ausschied. Im Challenge Cup 2013/14 schied man bereits in der dritten Runde gegen OK Poreč aus Kroatien im Golden Set aus.